# Szilágyság
Szilágyság [siláďšág] či Sylvánie (latinsky Sylvania, Silvania, rumunsky Sălaj nebo Silvania resp. Țara Silvaniei) je historický a maďarský etnografický region v severozápadním Rumunsku, na pomezí Sedmihradska a Krišany. Jeho jádro tvoří stejnojmenná rumunská župa. Název je odvozen z maďarského szil (jilm), latinizovaná podoba znamená „polesí“. Odtud pak i latinský název pro Sedmihradsko Transylvánie = území za Sylvánií, vlastně „Zálesí“.
Geograficky jde o členitou pahorkatou oblast mezi obloukem Karpat a Apusenskými horami, na přechodu z Velké dunajské nížiny do kotliny Transylvánie. Hlavními řekami jsou Berettyó, Kraszna (obě zde pramení) a Samoš s přítoky Almaș (Almás) a Agrij (Egregy).

## Historie
Do konce 9. století zde žilo slovanské obyvatelstvo, poté region obsadili Maďaři. V 15. a 16. století, zejména po rozvratu Uherska po bitvě u Moháče (1526), sem začali pronikat také Rumuni. Region po staletí existoval jen neoficiálně, teprve při racionalizaci uherského správního členění byla roku 1876 zavedena župa Szilágy s centrem v městě Zilah (Zalău). 

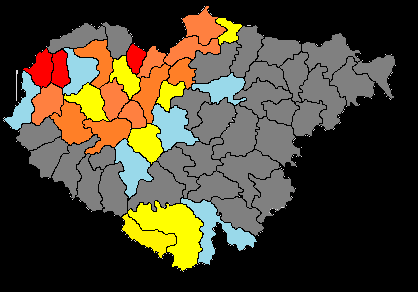
Obce v župě Sălaj s významným podílem Maďarů (2011): červeně >80 %, oranžově 50–80 %, žlutě 20–50 %, modře 10–20 %

Roku 1920 oblast rozhodnutím Trianonské smlouvy připadla celá Rumunsku, přestože Maďaři zde stále převažovali. Nacistickým Německem zaštítěná Druhá vídeňská arbitráž roku 1940 přiřkla region zpět Maďarsku, přičemž sloužil také jako územní propojení s téměř čistě maďarským Sikulskem. Roku 1944 byly ovšem výsledky arbitráže Spojenci anulovány a oblast byla znovu dána Rumunsku, což bylo po skončení druhé světové války potvrzeno.
Středisky oblasti jsou města Zalău (Zilah) a Simleu Silvaniei (Szilágysomlyó), kde už ovšem žije většina Rumunů. K dalším obcím patří Bogdand (Bogdánd), Boghiș (Szilágybagos), Camăr (Kémer), Carastelec (Kárásztelek), Cehu Silvaniei (Szilágycseh), Coșeiu (Kusaly), Crasna (Kraszna), Dobrin (Debren), Hereclean (Haraklány), Hodod (Hadad), Ip (Ipp), Nușfalău (Szilágynagyfalu), Pericei (Szilágyperecsen), Sălățig (Szilágyszeg), Șamșud (Szilágysámson), Sărmășag (Sarmaság) a Vârșolț (Varsolc). V roce 2011 zde žilo 69 137 lidí, z toho 54 % Maďarů. 